# Bingham (Maine)
Bingham is een town in de Amerikaanse staat Maine, en valt bestuurlijk gezien onder Somerset County. Bij de volkstelling in 2000 werd het aantal inwoners vastgesteld op 989.
Hoofdplaats in het gebied is het gelijknamige Bingham en telt 856 inwoners.
De plaats is genoemd naar de staatsman William Bingham (1752–1804).